# Polianthes pringlei
Polianthes pringlei är en sparrisväxtart som beskrevs av Joseph Nelson Rose. Polianthes pringlei ingår i släktet Polianthes och familjen sparrisväxter. Inga underarter finns listade i Catalogue of Life.